# Santos Aquila y Priscila (título cardenalicio)
Santos Aquila y Priscila (en italiano: Santi Aquila e Priscilla) es un título cardenalicio establecido por el Papa Juan Pablo II en 1994.

## Titulares
- Jaime Ortega Alamino (24 de noviembre de 1994 - 26 de julio de 2019)
- Juan de la Caridad García Rodríguez (5 de octubre de 2019 - al presente)